# Kali Meehan
Kali Meehan (ur. 9 marca 1970 na Fidżi) – australijski bokser zawodowy wagi ciężkiej, pretendent do tytułu mistrza świata federacji WBO.

## Kariera amatorska
Kali Meehan zanim przeszedł na zawodowstwo stoczył 28 pojedynków amatorskich. Jego bilans walk to 23 wygrane i 5 porażek.

## Kariera zawodowa
25 maja 1997 Meehan stoczył swoją pierwszą zawodową walkę, w której pokonał przez nokaut Nowozelandczyka Taule Mailisi w 1 rundzie.
25 czerwca 1998 Kali Meehan po raz pierwszy wywalczył tytuł zawodowego Mistrza Oceanii federacji OBA, zwyciężając Colina Wilsona.
25 czerwca 1999 pokonując w 4 rundzie przez nokaut Boba Mirovica, zdobył tytuł zawodowego mistrza Australii w wadze ciężkiej.
3 listopada 2000 Meehan zdobył wakujący pas Pan Pacific federacji IBF, wygrywając w 1 rundzie przez techniczny nokaut z Dannym Buzzą.
9 marca 2001 Australijczyk zdobył wakujący tytuł mistrza Azji i Pacyfiku federacji WBO, nokautując w 4 rundzie Colina Wilsona.
25 maja 2001 Kali Meehan obronił tytuł mistrza Azji i Pacyfiku federacji WBO pokonując w 8 rundzie Samoańczyka Emilio Letiego.
9 czerwca 2001 Meehan zanotował swoją pierwszą porażkę w zawodowej karierze. W 1 rundzie, przez techniczny nokaut, został pokonany przez Danny'ego Williamsa. Stawką pojedynku był pas Wspólnoty Narodów.
4 września 2004 dostał szansę walki o tytuł mistrza świata wagi ciężkiej federacji WBO. Po 12 rundach, przegrał niejednogłośnie na punkty z Lamonem Brewsterem.
13 listopada 2004 stoczył pojedynek eliminacyjny, z Hasimem Rahmanem, aż trzech prestiżowych federacji IBF, WBA oraz WBC. Australijczyk przegrał przez techniczny nokaut w 4 rundzie.
6 października 2007 Meehan zdobył wakujący tytuł mistrza Ameryki Północnej federacji WBO, pokonując w 6 rundzie DaVarylla Williamsona.
W lutym i sierpniu 2008 roku Kali Meehan stoczył dwie rankingowe walki kolejno z byłym rywalem Andrzeja Gołoty, Jeremym Batesem oraz byłym przeciwnikiem Krzysztofa Włodarczyka, Dominiquem Alexandrem. Obie walki zakończyły się szybkimi zwycięstwami Australijczyka.
22 maja 2010 po blisko 2 letniej przerwie Meehan wrócił na ring, by zmierzyć się z Rusłanem Czagajewem. Pojedynek, który miał status eliminatora WBA zakończył się jednogłośnym zwycięstwem Uzbeka po 12 rundach.
2 września 2010 Meehan pokonał jednogłośnie na punkty Evansa Quinna, w stosunku 118:110, 117:113 i 117:114. Stawką pojedynku był pas IBF Pan Pacific.
7 marca 2012 Kali Meehan uległ Travisowi Walkerowi, w 6 rundzie przez techniczny nokaut, w walce o pas IBF Pan Pacific.
15 października 2015 na gali w Auckland przegrał przez techniczny nokaut w trzeciej rundzie z Nowozelandczykiem Josephem Parkerem (15-0, 13 KO), .